# Chen Bingde

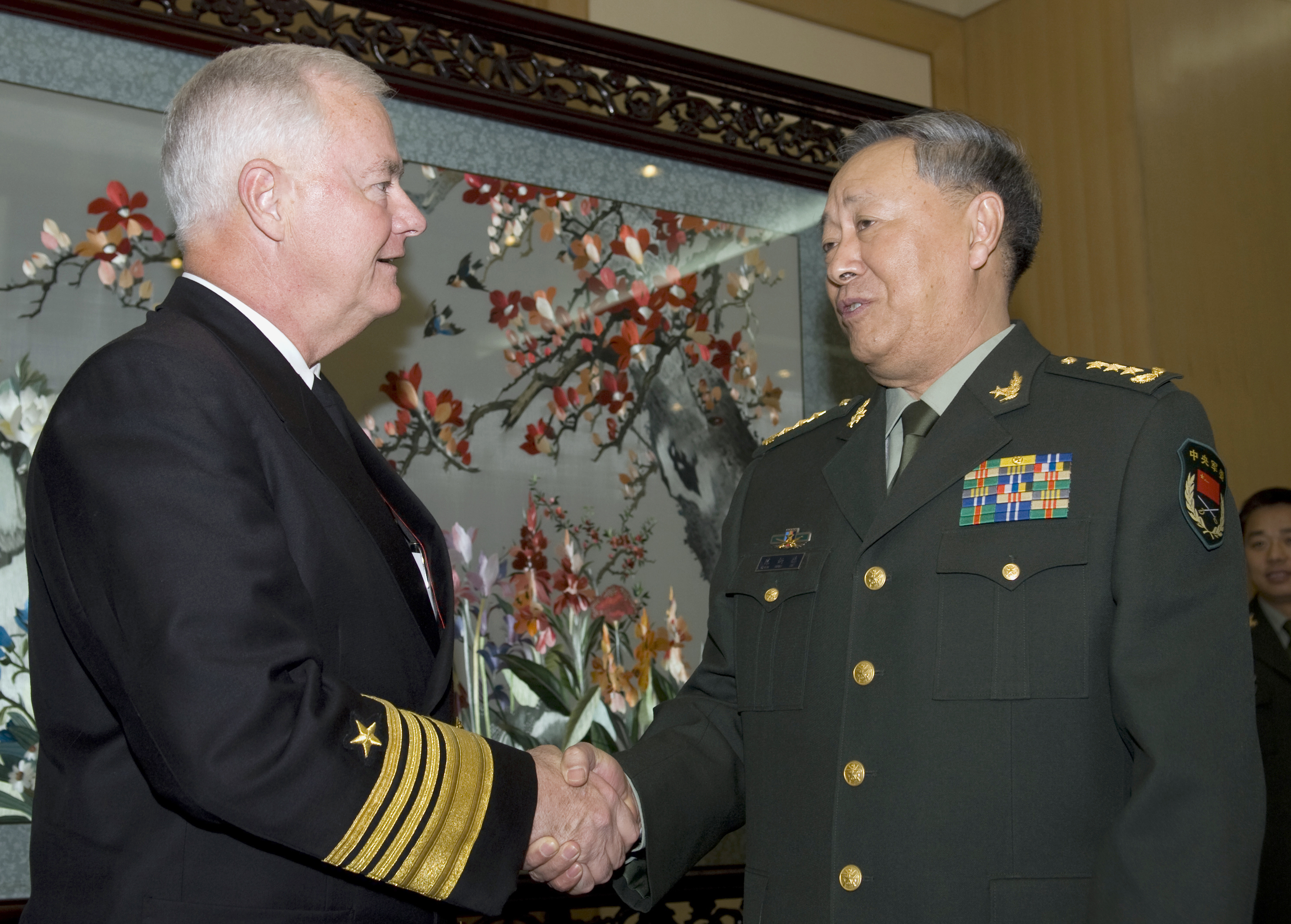
Chen Bingde (rechts) mit Timothy J. Keating (2008)

Chen Bingde (chinesisch 陈炳德, Pinyin Chén Bĭngdé; * Juli 1941 in Nantong, Jiangsu) ist ein chinesischer Militärangehöriger. Er war von 2007 bis 2012 Generalstabschef der Volksbefreiungsarmee.
Chen Bingde ist seit 1961 Angehöriger der Volksbefreiungsarmee und seit 1962 Mitglied der Kommunistischen Partei Chinas. Er gehörte der Zentralen Militärkommission an, dem obersten Führungsgremium der Volksbefreiungsarmee. Als sein Nachfolger für das Amt des Generalstabschefs wurde General Fang Fenghui ernannt.